# 招商局港口集团
招商局港口集团股份有限公司（深交所：001872/201872，简称：招商港口/招港B）是一間於深圳证券交易所上市的公司，公司發行A股及B股。公司於於深圳赤灣經營港口業務和持有招商局港口38.72%股份，大股東為招商局集團，持有87.8%股份。赤灣港航持有赤灣集裝箱碼頭有限公司的控股公司（55%）（擁有深圳赤灣港區9號至13號集裝箱泊位）、深圳赤灣港集裝箱（擁有深圳赤灣港區8號集裝箱泊位）同時持有媽灣港區30%股權（擁有深圳媽灣港區0號、5號、6號和7號集裝箱泊位）的重大權益，並在散雜貨碼頭業務經營中擁有權益，而前身為「深圳赤灣港航股份有限公司」（「Shenzhen Chiwan Wharf Holdings Limited」），前代碼為深交所：000022.SZ 和 200022.SZ。
2001年中国南山开发集团持有58.84%股權。至2006年降至57.51% 。2008年招商局國際直接增持3.56% 2009年再增持至8%。
公司與深圳赤湾石油基地股份有限公司為姊妹公司。
招商局國際2012年12月28日宣佈，旗下全資子公司碼來倉儲（深圳）公司與南山開發（集團）於2012年12月27日簽署協議，招商局國際斥資17.87億元人民幣，即以每股11.088元人民幣的現金代價，從南山手中收購內地A、B股公司深圳赤灣港航相當於總股本25%的A股股份
本次交易前，招商局國際除旗下景鋒企業持有深赤灣相當於總股本約9%的B股股份外，還通過託管南山開發（集團）持有深赤灣相當於總股本58%的A股股份，從而控制深赤灣約67%的權益。
2018年2月5日招商局港口控股向控股股東招商局集團出售深圳赤灣港航1.61億股A股及5531.42萬股B股，分別佔後者總已發本的25%及8.58%，合共總代價約57.48億港元。
2018年2月5日招商局港口控股間接持股37.02%的中國南山開發集團，向招商局集團出售深圳赤灣港航2.097億股A股，約佔後者已發行股本約32.52%，總額約65.1億港元。
2018年6月20日招商局港口與深圳赤灣進行資產重組，根據協議深圳赤灣港航將於246.5億元人民幣，向招商局投資發展收購招商局港口控股12.69億股，相當於38.72%股權，為了支付上述收購，深圳赤灣將發行11.48億股A股給招商局集團，相當於64.05%股權。完成重組之後，招商局集團將間接持有深圳赤灣87.8%股權，並將維持為招商局港口的最終控股股東。